# Stanford (Nueva York)
Stanford es un pueblo ubicado en el condado de Dutchess en el estado estadounidense de Nueva York. En el año 2000 tenía una población de 3,544 habitantes y una densidad poblacional de 27.4 personas por km².

## Geografía
Stanford se encuentra ubicado en las coordenadas 41°53′2″N 73°42′12″O / 41.88389, -73.70333. Según la Oficina del Censo, la ciudad tiene un área total de 130,2 km² (50,3 mi²), de la cual 129,5 km² (50,0 mi²) es tierra y 0,7 km² (0,3 mi²) (0.58%) es agua.

## Demografía
Según la Oficina del Censo en 2000 los ingresos medios por hogar en la localidad eran de $54,118, y los ingresos medios por familia eran $62,171. Los hombres tenían unos ingresos medios de $40,746 frente a los $30,625 para las mujeres. La renta per cápita para la localidad era de $29,236. Alrededor del 4.3% de la población estaban por debajo del umbral de pobreza.